# 楊宗
楊 宗（よう そう、生没年不詳）は、中国三国時代から西晋にかけての政治家。蜀漢・西晋に仕えた。益州巴郡の出身。

## 生涯
楊宗は蜀漢末期、尚書郎を勤めていた。魏が蜀漢を討った（蜀漢の滅亡）際には、永安を守っていた羅憲の参軍を勤めた。劉禅が降伏したことを知ると、羅憲に伴われて都亭に赴き、三日間喪に服した。
景元5年（264年）2月、孫休は鎮軍将軍陸抗・撫軍将軍歩協・征西将軍留平・建平太守盛曼らに命じて羅憲を永安要塞で包囲した。羅憲は「蜀漢の滅亡は呉の命運に関わることであるのに、呉は我が難を救わず、利益を求め盟約を違えようとする。既に漢は滅び、呉も永くは保たれないであろう。どうして呉に降ることができようか」と言って永安要塞を堅守した。盛曼は羅憲に向けて「合従の計」を説き、城門を借り受けることを求めたが、遣わされた楊宗は「城中の土を一握も取れぬのに、なぜ城門云々と申すのだ？」と言い放った。歩協が攻め寄せると防ぎ切れぬと見た羅憲は、楊宗に命じて（文武の印綬や人質も持たせ）呉軍の囲みを突破し魏の陳騫に援軍を求めた。この際に羅憲は歩協の軍を大いに破った。司馬昭は胡烈を援軍として派遣し、陸抗らを退却させた。
その後も武陵太守羅憲の指揮下で働き安蛮護軍となった。泰始2年（266年）羅憲が都に召されると、呉の武陵太守孫恢が南浦に攻め込んできた。楊宗はこれを討ち敗走させた。これにより羅憲は楊宗を後任の武陵太守にするように上表した。そのまま南浦に駐屯し呉領の武陵蛮を呼応させて三県とその民を得た。
後に司馬炎が巴東の監軍を弋陽太守唐彬と楊宗のどちらかに任せようとし側近の文立に二人の能力を訊ねるた。文立がどちらも失いがたい重要な人材だが唐彬は金銭欲が強く、楊宗は酒好きであると答えると、酒好きを直すことはできないとして彼の採用は見送られた。